# Karrosseri
Karrosseriet (også stavet karosseriet) på en bil er alle ydre dele, som beskytter bilens andre komponenter eller passagerer mod udvendig påvirkning.
Karrosseriet har flere opgaver. Det skal være så solidt, at det tåler vægten af motor, drivværk og andre komponenter samt passagerer og bagage, og det skal kunne tåle vridningskrafterne når bilen manøvrerer. Det må imidlertid ikke være for solidt, da det skal kunne absorbere størstedelen af energien ved en kollision og deraf følgende deformering.
Karrosseriets aerodynamiske egenskaber er også vigtige, både for at mindske luftmodstanden og dermed brændstofforbruget, men også for bilens køreegenskaber. Et højt karrosseri med lige sider er til eksempel mere påvirkeligt af sidevind end et lavt med afrundede dele.